# 宮崎縣
宮崎縣（日语：／ Miyazaki ken */?）是位於日本九州東南部的縣，東瀕太平洋、南接鹿兒島縣、西接熊本縣、北接大分縣，首府及最大都市為宮崎市。縣樹是加拿利海棗。因氣候溫暖，頗具南國風情，宮崎縣在1960年代之後曾是蜜月旅行的聖地。春天的宮崎則以職業棒球的春訓營地而聞名。

## 歷史
宮崎縣早在繩文時代以前就已有人定居。在宮崎平原一帶就有大量的考古遺址，約有25000年歷史。在奈良時代後，為日向國所在地，屬西海道一部分。
明治時代日本實行廢藩置縣，宮崎縣在1876年至1883年期間是鹿兒島縣一部分。後於1883年恢復獨立，成為宮崎縣。

## 特產
| 水果・蔬菜・茶 | 水果・蔬菜・茶                                 |
| -------------- | ---------------------------------------------- |
| 茶             | 都城茶・矢部茶有名。                           |
| 芒果           | 溫室栽培的芒果。                               |
| 日向夏         | 宮崎的特產柑橘類。                             |
| 完熟金柑       | 果皮可以生吃的金柑。（都城市）                 |
| 魚類、海產     |                                                |
| 旭蟹           | 頭大的螃蟹。                                   |
| 香魚           | 每年10月至11月在五瀨川捕產卵的香魚。（延岡市） |
| 肉類、乳製品   |                                                |
| 和牛           | 宮崎牛（宮崎市）、北川牛（延岡市）。           |
| 工藝品、民藝品 |                                                |
| 本場大島紬     | 國家指定的傳統工藝品。                         |
| 都城大弓       | 國家指定的傳統工藝品。                         |
| 參考資料：     |                                                |

## 註解
1. ↑  . 日本の名物特産品・特産物.   [2010-08-23]. （原始内容存档于2010-09-23）.

## 外部連結
- 官方网站
- 宮崎県広報的X（前Twitter）
- 宮崎県広報的Facebook專頁
- OpenStreetMap上有關宮崎縣的地理